# San Jacinto River (Lake Elsinore)
Der San Jacinto River ist ein 68 Kilometer langer Fluss im Riverside County im US-Bundesstaat Kalifornien. Er ist Teil des Flusssystems des Santa Ana Rivers. Sein Quellgebiet liegt im San Bernardino National Forest, der tiefer gelegene Teil seines ungefähr 2000 km² großen Einzugsgebiets liegt allerdings in städtischem und bewirtschaftetem Land.

## Flussverlauf

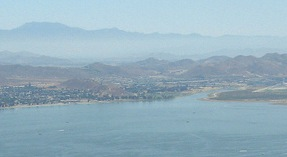
Mündung des San Jacinto Rivers in den Lake Elsinore

Der San Jacinto River entsteht am westlichen Fuß der San Jacinto Mountains durch den Zusammenfluss von seinen Vorläufern South Fork San Jacinto River und North Fork San Jacinto River; der Ort des Zusammenflusses befindet sich östlich von Valle Vista nahe der California State Route 74. Der South Fork San Jacinto River durchfließt vor dem Zusammenfluss bereits den Lake Hemet, einen 17.000.000 m³ Wasser fassenden Stausee, der seit 1895 die Stadt Hemet mit Wasser versorgt. Nach dem Zusammentreffen von North und South Fork führt der Flussverlauf des nun entstandenen eigentlichen San Jacinto Rivers nach Nordwesten zum Mystic Lake weiter. Überschüssiges Wasser fließt von hier in Richtung Südwesten ab. Bei Perris kreuzt der San Jacinto River die Interstate 215 und strömt weiter flussabwärts in den künstlichen Canyon Lake in der gleichnamigen Stadt Canyon Lake, der ein Fassungsvermögen von 14.700.000 m³ hat. Der San Jacinto River tritt wieder aus dem Stausee aus und mündet nach weiteren 4,8 km in den Lake Elsinore. Aus diesem natürlichen See tritt nur gelegentlich Wasser aus, dieser entstehende Fluss trägt den Namen Temescal Wash. Bei Corona mündet der Temescal Wash in den Santa Ana River.
Als Endorheisches Becken, das mit dem Großen Becken zusammenhängt, ist der westliche Teil des San-Jacinto-Beckens ein Teil der Nordamerikanischen kontinentalen Wasserscheide.

## Liste von Nebenflüssen
- Cottonwood Canyon Creek
- Salt Creek (fließt in den Canyon Lake)
- Perris Valley Channel
- Bautista Creek
- Indian Creek

### Nebenflüsse vom North Fork San Jacinto River
- Logan Creek
- Stone Creek
- Black Mountain Creek
- Fuller Mill Creek

### Nebenflüsse vom South Fork San Jacinto River
- Dry Creek
- Spillway Creek
- Strawberry Creek
- Herkey Creek
- Fobes Creek